# Balken (Leichlingen)

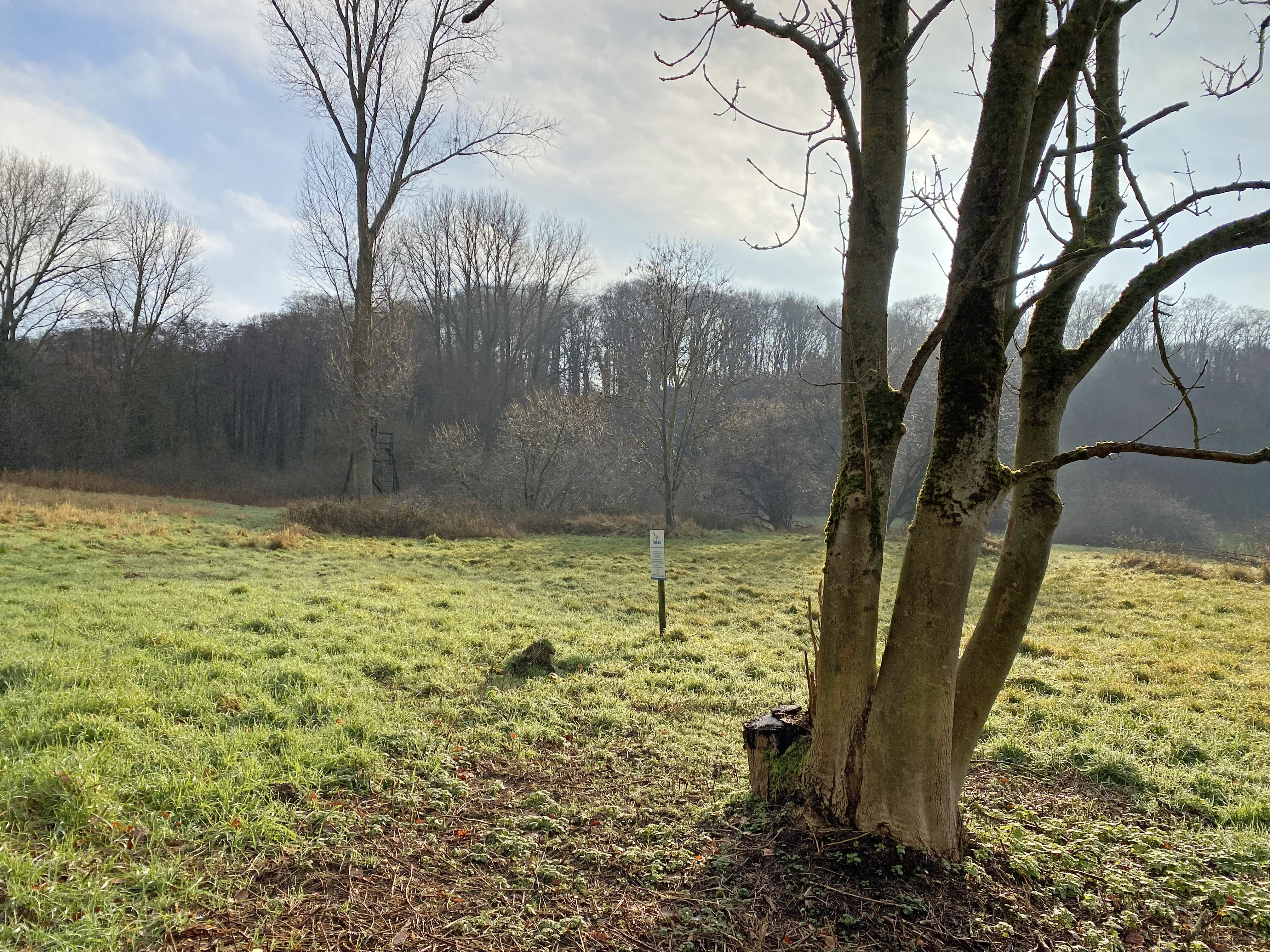
Naturschutzgebiet Balkener Feld

Balken ist eine Ortschaft in der Stadt Leichlingen (Rheinland) im Rheinisch-Bergischen Kreis.

## Lage und Beschreibung
Balken liegt südlich des Leichlinger Zentrums an der Einmündung des Murbachs in die Wupper. Nachbarorte sind Wietsche, Wietschermühle, Sonne, Büscherhöfen und Steegerhäuschen auf Leichlinger und Neuenkamp und Imbach auf Leverkusener Stadtgebiet. Die Höhenburg Haus Vorst befindet sich auf der anderen Seite der Wupper oberhalb von Balken, weitere Orte jenseits der Wupper sind Rehborn, Hülserhof, Schnugsheide und Schraffenberg.

## Geschichte
Balken wurde 1327 erstmals urkundlich als de Balken erwähnt, 1457 als zu dem Balken. Der Name geht vermutlich auf eine Wegsperre oder Schlagbaum zurück. Im Ort sind seit dem Mittelalter eine Fruchtmühle, eine Walk- und eine Lohmühle, sowie Schleifkotten überliefert. Von 1662 bis zum Ende des 19. Jahrhunderts bestand in Balken eine Heckschule.
Die Karte Topographia Ducatus Montani aus dem Jahre 1715 zeigt zwei Hofschaften mit jeweils zwei Höfen und eine Mühle unter dem Namen Balcken. Im 18. Jahrhundert gehörte der Ort zum Kirchspiel Leichlingen im bergischen Amt Miselohe. Die Topographische Aufnahme der Rheinlande von 1824 und die Preußische Uraufnahme von 1844 verzeichnen den Ort als Balken. 
1815/16 besaß der Ort 154 Einwohner. 1832 gehörte Balken der Bürgermeisterei Leichlingen an. Der laut der Statistik und Topographie des Regierungsbezirks Düsseldorf als Dorfschaft kategorisierte Ort besaß zu dieser Zeit 23 Wohnhäuser, zwei Fabriken bzw. Mühlen und 32 landwirtschaftliche Gebäude. Zu dieser Zeit lebten 152 Einwohner im Ort, davon 13 katholischen und 139 evangelischen Glaubens.
Im Gemeindelexikon für die Provinz Rheinland werden 1885 34 Wohnhäuser mit 193 Einwohnern angegeben. 1895 besitzt der Ort 25 Wohnhäuser mit 153 Einwohnern, 1905 31 Wohnhäuser und 180 Einwohner.
1909 stellte die Stadt Leichlingen der Rheinisch-Westfälischen Motorluftschiff-Gesellschaft unter dem Luftfahrtpionier Oskar Erbslöh in Balken auf Pachtbasis ein Grundstück von 5,1 Hektar zur Verfügung, auf dem eine feststehende Luftschiffhalle erbaut wurde. Dort wurde das Luftschiff „Erbslöh“ gefertigt, mit dem Oskar Erbslöh am 13. Juli 1910 beim nahen Pattscheid tödlich verunglückte.

## Naturschutz
Südlich von Balken liegt das 5,6 ha große Naturschutzgebiet Balkener Feld, das vom NABU betreut wird. Es ist Heimat einer Vielzahl von seltenen Tier- und Pflanzenarten, die auf offene Feuchtwiesen spezialisiert sind.